# Lijst van Nederlandse recreatieroutes
Dit is een lijst van recreatieve wegen/recreatieroutes in Nederland.

## Nieuwvliet
- R101
- R102
- R103
- R104
- R105

## Ommen
- R101
- R102
- R103
- R104
- R105

## Schouwen
- R101
- R102
- R103
- R104
- R105
- R106
- R107
- R108
- R109
- R110
- R111
- R112

## Spaarnwoude
- R101
- R102
- R103
- R104
- R105
- R106

## Voorthuizen
- R101

## IJmuiden
- R101
- R102
- R103